# 谷岡久美
谷岡 久美（たにおか くみ、1974年8月29日 - ）は、日本の作曲家、編曲家。主にゲームミュージックを手掛ける。

## 来歴
広島県出身。神戸大学発達科学部人間行動表現学科音楽表現論コース、ピアノ、合唱専攻卒業。
1998年、スクウェア（現スクウェア・エニックス）入社。『チョコボの不思議なダンジョン2』、『ダイスDEチョコボ』、『オールスタープロレスリング』などの音楽を担当。
2002年、ファイナルファンタジーシリーズ初のオンラインゲーム『ファイナルファンタジーXI』を植松伸夫、水田直志と共に担当。次いで『ファイナルファンタジー・クリスタルクロニクル』を担当。民族音楽を取り入れたノスタルジックなメロディでユーザーの心を掴む。オープニングテーマ「カゼノネ」とエンディングテーマ「星月夜」の作編曲も手掛けている。
2009年にスクウェア・エニックスを退職した後は、フリーとしてゲームミュージックのみならず、ソロアルバムの制作やライブ活動、ピアノ演奏など音楽活動の幅を広げている。

## 担当作品
- 堕落天使（1998年）
- チョコボの不思議なダンジョン2（1998年）※川上泰広、伊藤賢治、関戸剛と共作
- ダイスDEチョコボ（1999年）
- オールスタープロレスリング（2000年）
- ブルーウィングブリッツ（2001年）
- ファイナルファンタジーXI（2002年）※水田直志、植松伸夫と共作
- ファイナルファンタジー・クリスタルクロニクル（2003年）
- コード・エイジ ブロウルズ（2005年）
- コード・エイジ コマンダーズ（2005年）
- PROJECT SYLPHEED（2006年）※福井健一郎、仲野順也と共作
- ファイナルファンタジー・クリスタルクロニクル リング・オブ・フェイト（2007年）
- チョコボの不思議なダンジョン 時忘れの迷宮（2007年）
- 小さな王様と約束の国 ファイナルファンタジー・クリスタルクロニクル（2008年）
- ファイナルファンタジー・クリスタルクロニクル エコーズ・オブ・タイム（2009年）
- ファイナルファンタジー・クリスタルクロニクル クリスタルベアラー（2009年）
- 光と闇の姫君と世界征服の塔 ファイナルファンタジー・クリスタルクロニクル（2009年）
- MARIO SPORTS MIX（2010年）※祖堅正慶と共作
- 勇者30 SECOND（2011年）
- 牧場物語 はじまりの大地（2012年）
- ラグナロク・オデッセイ（2012年）
- ラグナロク・オデッセイ エース（2013年）
- マユモリ（2013年）
- 大乱闘スマッシュブラザーズ for Nintendo 3DS / Wii U（2014年）※一部楽曲の編曲
- かくりよの門（2014年）
- エアシップQ（2015年）
- ぷくっくす（2016年）
- 逆転オセロニア（2016年）
- リゾートへようこそ ～総支配人は恋をする～（2016年）
- ORDINAL STRATA -オーディナル ストラータ（2018年）
- 大乱闘スマッシュブラザーズ SPECIAL（2018年）※一部楽曲の編曲
- ファイナルファンタジー・クリスタルクロニクル リマスター（2020年）
- ゼルダ無双 厄災の黙示録（2020年）
- Minecraft: Caves & Cliffs（2021年）[1] ※レナ・レインと共作
- マリーのアトリエ Remake ～ザールブルグの錬金術士～（2023年）編曲
- Minecraft:1.21 Soundtrack （2024年） ※レナ・レイン、アーロン・チェロフと共作

## ディスコグラフィー

### ソロアルバム
- Sky's The Limit（2015年）
- あの日の空と君のうた（2017年）

### アレンジアルバム
- Piano Collections FINAL FANTASY CRYSTAL CHRONICLES（2021年）

### Riquisimo
- Charla（2017年）
- colorido（2021年）

### タニクミとオオフジツボ
- アレキサンドライトの冒険（2019年）